# Поки не настане ніч
«Поки не настане ніч» (англ. Before Night Falls) — американський біографічний фільм 2000 року.

## Сюжет
Кубинський поет і романіст Рейнальдо Аренас, який ніколи не приховував своєї гомосексуальності, народився в Орьєнте в 1943 році та виховувався своєю матір'ю-одиначкою і її батьками, які незабаром перевезли всю сім'ю в Ольгін. Після переїзду до Гавани в шістдесятих роках, Рейнальдо починає досліджувати свої прагнення, так само як свою сексуальність. Після отримання почесного призу на конкурсі письмових робіт Аренас отримує можливість видати свій перший твір. За допомогою роботи та дружби з іншими чоловіками, що приховують свою орієнтацію, Аренас «знаходить себе». Політичний клімат на Кубі стає все більш небезпечним, і на початку сімдесятих Аренас заарештований за публікацію своїх робіт за кордоном без офіційної згоди влади, а також за приналежність до секс-меншин. У наступне десятиліття, Аренас безрезультатно намагається покинути країну, проводячи велику частину часу у в'язниці. У 1980 році, Аренас нарешті перебирається в США, починаючи нове життя зі своїм близьким другом і коханцем Ласаро Гомесом Каррілес. Кілька років по тому в Аренаса виявляють СНІД, і після довгої боротьби з хворобою він у важкому фізичному стані помирає за допомогою Ласаро.

## У ролях
| Актор                  | Роль                         |
| ---------------------- | ---------------------------- |
| Хав'єр Бардем          | Рейнальдо Аренас             |
| Олів'є Мартінес        | Ласаро Гомес Каріллес        |
| Андреа Ді Стефано      | Пепе Малас                   |
| Джонні Депп            | Бон Бон / лейтенант Віктор   |
| Майкл Вінкотт          | Геберто Зорілла Очоа         |
| Дієго Луна             | Карлос                       |
| Шон Пенн               | Чучо Санчес                  |
| Джон Ортіс             | Хуан Абреу                   |
| Олац Лопес Гармендіа   | мати Рейнальдо               |
| Джованні Флоридо       | молодий Рейнальдо            |
| Лоло Наварро           | бабуся Рейнальдо             |
| Себастьян Сільва       | батько Рейнальдо             |
| Патрисія Реєс Спіндола | Марія Тереса Фреє де Андраде |
| Франсіско Гатторно     | Хорхе Камачо                 |

## Цікаві факти
- Джонні Депп і Шон Пенн знялися у Шнабеля безкоштовно — з поваги до автора.
- Спочатку роль Рейнальдо Аренаса повинен був виконувати Бенісіо Дель Торо.